# Ivo Henzi
Ivo Henzi (nacido en 1983 en Suiza) fue el guitarrista de la banda de folk metal Eluveitie entre 2004 y 2016. Tiene un proyecto en solitario llamado Forest of Fog y actualmente es el guitarrista de la banda Cellar Darling con Anna Murphy y Merlin Sutter.

## Discografía

### ConEluveitie
- 2006 - Spirit
- 2008 - Slania
- 2009 - Evocation I - The Arcane Dominion
- 2010 - Everything Remains (As It Never Was)
- 2012 - Helvetios
- 2014 - Origins

### ConForest of Fog
- 2003 - Rabenflug (Demo)
- 2004 - Untergang
- 2005 - Nebelhymnen
- 2006 - Abgründe

### ConCellar Darling
- 2017 - This Is The Sound

## Equipo
- Guitarra: Gibson Les Paul Standard & Traditional
- Amplificador: Hughes & Kettner 4x12 Coreblade Cabinet
- Micrófonos: AUDIX
- Auriculares: Audioprotect In-Ears
- Cables: Vovox
- Púas: InTuneGP GrippX Standard 1.0 mm